# Bocq
El Bocq és un petit riu de Bèlgica que neix a Scy, un municipi de la província de Namur i desguassa al Mosa a Yvoir. Una conducció d'aigua potable de 80 km connecta el riu amb la ciutat de Brussel·les.

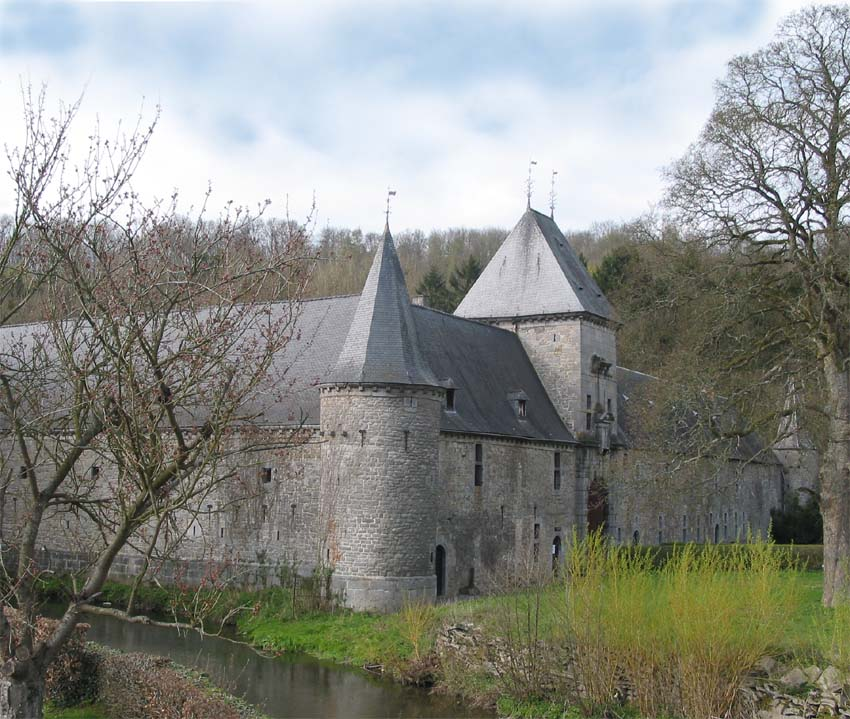
El Bocq prop del castell de Spontin
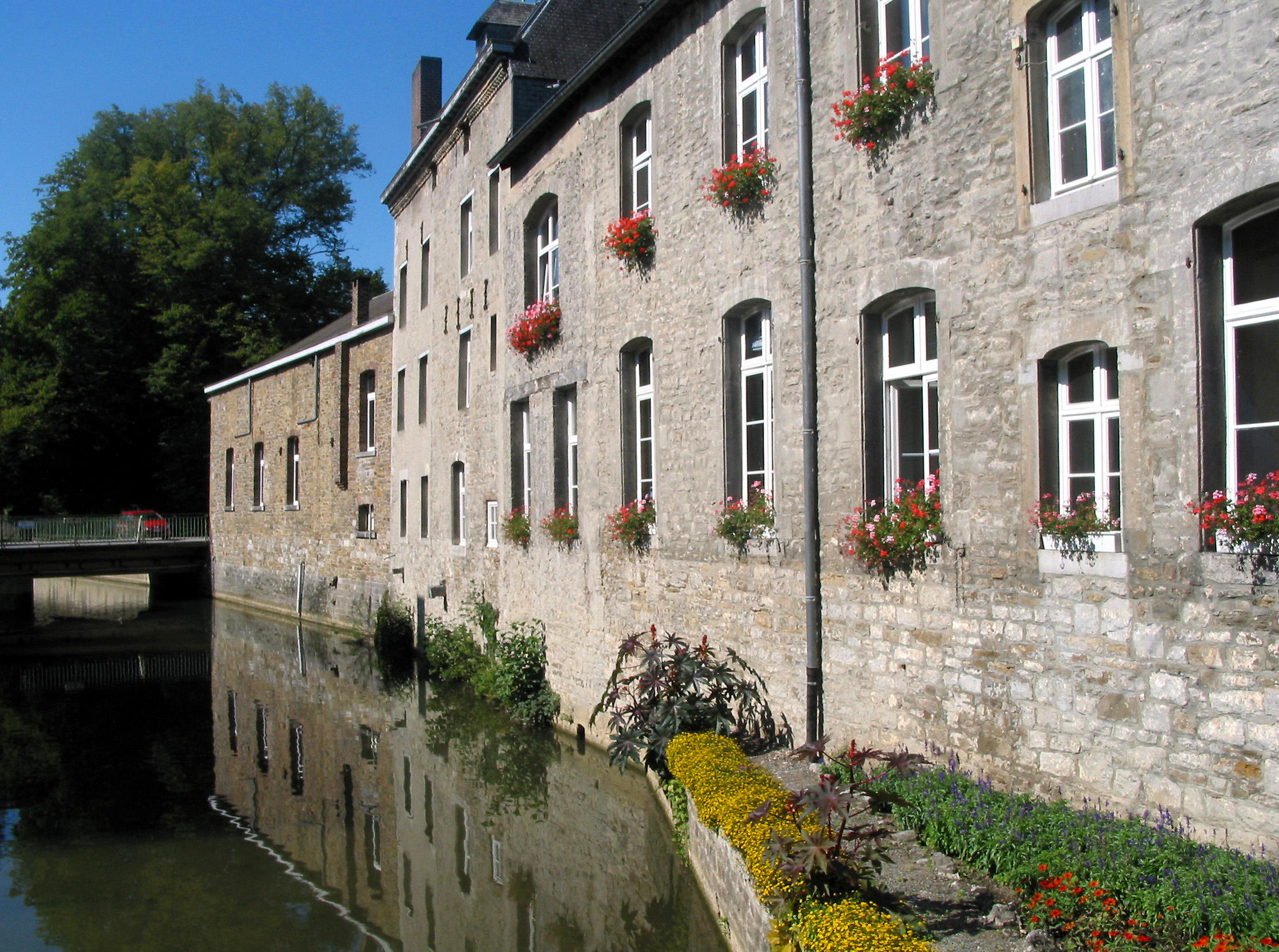
Yvoir, el Bocq al costat de la casa de la vila